# Miodunka pstra
Miodunka pstra (Pulmonaria saccharata Mill.) – gatunek roślin z rodziny ogórecznikowatych (Boraginaceae). Uznawany jest za endemita Francji. Został naturalizowany w Belgii i we wschodniej części Ameryki Północnej. Jest uprawiany jako roślina ozdobna.